# Instituto Nacional de Enfermedades Virales Humanas Dr. Julio I. Maiztegui
El Instituto Nacional de Enfermedades Virales Humanas "Dr. Julio I. Maiztegui" (INEVH) es uno de los centros de la red de la Administración Nacional de Laboratorios e Institutos de Salud, dependiente del Ministerio de Salud de Argentina. Está ubicado en la ciudad de Pergamino, en el noroeste de la provincia de Buenos Aires.
Su histórico rol en el estudio de la fiebre hemorrágica argentina durante las décadas de 1960 y 1970, y sus trabajos sobre hantavirus, dengue, fiebre amarilla y otros arbovirus, lo han posicionado como centro nacional y regional de referencia en el diagnóstico de laboratorio en estas enfermedades.

## Historia
En 1958 se produjo el brote de fiebre hemorrágica argentina (FHA) en el noroeste bonaerense, con epicentro en la localidad de O'Higgins, en el partido de Chacabuco.
Diversos investigadores de la región comenzaron a realizar investigaciones, logrando realizar el diagnóstico etilológico y aislamiento del virus solo seis meses después de la primera epidemia. En particular, el laboratorio del Dr. Milani de la ciudad de Junín definió los parámetros necesarios para establecer un diagnóstico precoz de la enfermedad. Al arenavirus causante de la FHA se lo denominó "Virus Junín". La mortalidad, que inicialmente alcanzaba el 50%, logró ser reducida a menos del 2% cuando el tratamiento con plasma inmune se aplicaba en etapas precoces de la enfermedad.
En 1965 un grupo de investigadores y técnicos del Centro de Educación Médica e Investigaciones Clínicas (CEMIC) y del Instituto Nacional de Microbiología "Dr. Carlos G. Malbrán" se instaló en la ciudad de Pergamino para realizar estudios sobre la FHA, con el apoyo de la Fundación Emilio Ocampo y con el aporte de varias entidades oficiales y privadas. Inicialmente establecieron un laboratorio de virología de campo en instalaciones cedidas por la Estación Experimental del Instituto Nacional de Tecnología Agropecuaria (INTA). También utilizaron un laboratorio del Hospital San José de Pergamino para el estudio de los enfermos, y a partir de 1969 comienzan a hacer uso de pabellones del ex-Hospital de Llanura de Pergamino.
En 1971 se radica en Pergamino el Dr. Julio Maiztegui, quedando al frente del equipo y trabajando con gérmenes patógenos de alto riesgo. En 1974 el Club de Leones y las comisiones de fomento de la ciudad de Pergamino remodelaron uno de esos pabellones para que sea utilizado como laboratorio de virología y producción de cultivos celulares. El grupo de trabajo comienza a recibir apoyo de los Ministerios de Salud de la provincia de Buenos Aires y de la Nación para la compra de equipos y reactivos de laboratorio. Se establece una cooperación mutua con la Organización Panamericana de la Salud (OPS) para la visita de expertos y la capacitación de profesionales en centros fuera de Argentina.
El 21 de marzo de 1978 y sobre la base de este grupo de trabajo, se creó el Instituto Nacional de Estudios sobre Virosis Hemorrágicas (INEVH), en jurisdicción de la Secretaría de Estado de Salud Pública del Ministerio de Bienestar Social. Su misión era diseñar, organizar, implementar y coordinar las acciones tendientes al control y prevención de la fiebre hemorrágica argentina. 
Una de las primeras acciones de la institución fue la organización del programa nacional de lucha contra la fiebre hemorrágica argentina, mediante convenios con las cuatro provincias afectadas por la enfermedad: Buenos Aires, Santa Fe, Córdoba y La Pampa). 
Por medio de un convenio entre el gobierno argentino, la Oficina Sanitaria Panamericana, el Programa de Desarrollo de las Naciones Unidas y el United Army Medical Research Institute of Infectiuos Diseases de los Estados Unidos, comenzaron las investigaciones dirigidas a la obtención de una vacuna contra la FHA. Las mismas concluyeron en 1985 cuando elequipo del Dr. Julio Barrera Oro logra obtener un clon atenuado de virus Junin, denominado Candid 1, dando comienzo a las fases clínicas de investigación.
El 20 de septiembre de 1985 la OMS/OPS propone al Ministerio de Salud y Acción Social designar al Instituto Nacional de Estudios sobre Virosis Hemorrágicas (INEVH) como Centro Colaborador de la OMS/OPS en el campo de la fiebre hemorrágica argentina.
En 1990 culmina la fase de investigación clínica de Candid 1, siendo considerado como una vacuna eficaz para prevenir la FHA y abriéndose la posibilidad del control definitivo de esta endemia.

## Homenaje
El 11 de septiembre de 1992, por decreto 1687/92, la institución se transforma en el Instituto Nacional de Enfermedades Virales Humanas (INEVH), con la misión de extender su accionar hacia otras enfermedades virales de impacto regional y nacional. El 29 de agosto de 1993 y a la temprana edad de 62 años, falleció el Dr. Julio Isidro Maiztegui, uno de los profesionales más importantes en la historia de la entidad y en la lucha contra la FHA. En su homenaje, por decreto 393/94 del 16 de marzo de 1994, se le asigna al instituto el nombre "Julio I. Maiztegui".

## Tareas
La responsabilidad primaria del INEVH es diseñar, coordinar y realizar las actividades de diagnóstico, tratamiento, investigación, prevención y docencia de enfermedades virales humanas, constituyéndose en centro de referencia en la materia de su incumbencia, realizando el desarrollo, producción, control y aseguramiento de la calidad de biológicos, vacunas y reactivos de diagnóstico vinculados con las enfermedades virales humanas.
Acciones que desarrolla:
- Ejecutar estudios de virología en investigaciones biotecnológicas y epidémicas.
- Desarrollar y producir vacunas virales y otros biológicos para diagnóstico y tratamiento de enfermedades virales de acuerdo a las necesidades de Argentina.
- Realizar el control y aseguramiento de calidad de insumos, productos intermedios y biológicos inherentes a la prevención, diagnóstico y tratamiento de enfermedades virales de su incumbencia.
- Realizar estudios tendientes a relacionar el ecosistema y sus modificaciones con las patologías humanas.
- Conducir la vigilancia epidemiológica de las fiebres hemorrágicas.
- Coordinar y mantener un sistema de intercambio permanente con los centros de referencia provinciales en los temas de su incumbencia y relacionados con información, insumos de referencia y capacitación.
- Coordinar y ejecutar actividades de formación y capacitación de recursos humanos y realizar actividades de educación para la salud en el área de su competencia.
- Conducir y coordinar el Programa Nacional de la Fiebre Hemorrágica Argentina y la Red Nacional de Diagnóstico de Dengue y otras arbovirosis con el fin de mantener, mejorar y extender la prevención, el diagnóstico y el tratamiento de estas enfermedades.
- Asesorar y ejecutar acciones ante la aparición de enfermedades emergentes y reemergentes.
- Realizar el diagnóstico virológico en el área de su competencia.

Productos y servicios:
- Productos biológicos de uso humano: vacuna Candid 1 para el control de la fiebre hemorrágica argentina.
- Sueros terapéuticos controlados: plasma inmune para el tratamiento de la fiebre hemorrágica argentina.
- Diagnóstico de referencia: arenavirus, hantavirus, dengue, fiebre amarilla y otras arbovirosis.
- Capacitación de recursos humanos en diagnóstico virológico, producción y control de biológicos, bioseguridad, diagnóstico clínico de las patologías de referencia, plasmaféresis, obtención y procesamiento de muestras, mediante cursos, jornadas, talleres y pasantías.
- Difusión del conocimiento: guías, manuales, folletos e informes
- Asistencia a instituciones pertenecientes a diferentes niveles provinciales, nacionales y regionales en el área de incumbencia del INEVH.
- Asistencia médica: atención de pacientes y consultorio externo.
- Comunicación científica: exposiciones en congresos, jornadas, simposios, talleres y otras reuniones científicas.
- Publicaciones científicas en revistas nacionales con referato e internacionales.

## Infraestructura
Las instalaciones del instituto se encuentran en Monteagudo 2510, Pergamino. Posee una superficie total de casi 5.000 m² cubiertos en un predio de más de 2 hectáreas. Consta de dos pabellones antiguos donde funcionan la dirección del INEVH y los departamentos de investigación, capacitación en enfermedades virales y administración, mantenimiento y seguridad. Entre ambos pabellones se encuentra el edificio de alta seguridad donde funciona el departamento de producción. En él se halla el bioterio de animales libres de patógenos específicos (SPF), cultivos celulares normales, control de calidad y producción de biológicos.